# Emil Korytko
Emil Antoni Korytko, poljski etnograf, * 7. september 1813, Lvov, danes Ukrajina, † 31. januar 1839, Ljubljana.

## Otroštvo in študij
V Lvovu (danes Lviv) v Ukrajini je študiral filozofijo. Zaradi suma izdaje je bil priprt, a kljub temeljiti preiskavi niso zoper njega našli obremenilnih dokazov, zato so obtožnico opustili. Kot je danes znano, je bil član podtalne organizacije in skupaj s somišljeniki razdeljeval letake z revolucionarno vsebino, ki so jih tiskali v skrivnih tiskalnicah. Zaradi podtalnih dejavnosti so ga pregnali iz domovine.

## Izgnanstvo v Ljubljani
Korytka je kot političnega prestopnika Klemens von Metternich obsodil na internacijo v Ljubljani, kjer se je kmalu spoprijateljil s takratnimi intelektualci in vplivnimi osebami. Izpostaviti velja osebnosti kot so Blaž Crobath, Matija Čop in France Prešeren, ki naj bi mu pomagal pri učenju slovenščine, le ta pa naj bi mu v zameno dajal inštrukcije iz poljskega jezika. Prav tako naj bi, vse do prepovedi s strani Metternicha, s Prešernom hodila na daljše izlete. Njegovo življenje v Ljubljani je bilo strogo nadzorovano, policiji je celo moral sporočati, kdo so njegovi prijatelji. V Ljubljani se je seznanil z idejo ilirizma in postal zagovornik slovanske vzajemnosti. Bil je trdnega prepričanja, da si slovenščina zasluži ohranitev v knjižnem jeziku. Za slovensko kulturo je pomemben kot zbiralec slovenskih ljudskih pesmi. Tako je po njegovi smrti, med letoma 1839 in 1944, v petih zvezkih izšla njegova zbirka Şlovénşke péşmi, krajnskiga naróda, natisnjene v tiskarni Jožefa Blaznika. Sodeloval je tudi v beletrističnem časopisu Carniolia, kjer je med drugimi od deželnega guvernerja Šmidburga (nem. Schmidburg) dobil dovoljenje za objavo dvanajstih slik kranjskih narodnih noš, ki so ohranjene še danes. Pokopan je na ljubljanskem Navju.

## Obeležbe
Po Korytku je poimenovana Korytkova ulica v Ljubljani, ob kateri stojita Univerzitetni klinični center Ljubljana in Medicinska fakulteta v Ljubljani. Novembra 2013 je v organizaciji Veleposlaništva Republike Poljske in Univerze v Ljubljani potekalo praznovanje 200. obletnice Korytkovega rojstva. V Narodni in univerzitetni knjižnici je od 7. novembra na ogled razstava o Korytku z doslej še neobjavljenimi rokopisi. Izdana je bila tudi spominska poštna znamka.